# Finta Orsolya
Finta Orsolya (Győr, 1987. május 19. –) labdarúgó, csatár. Jelenleg a Soproni FAC játékosa.

## Pályafutása

### Klubcsapatban
A Fészek Csempebolt csapatában kezdte a labdarúgást. 2004 februárjában igazolt a Győri ETO-hoz. 2006-ban, a tavaszi idényben kölcsönben az FC Sopron csapatában szerepelt. A 2007–08-as idénytől volt a Győri Dózsa játékosa. Tagja volt a 2009–10-es idényben bronzérmet szerzett csapatnak. A 2010–11-es őszi idény után a másodosztályú Soproni FAC csapatához szerződött.

## Sikerei, díjai
- Magyar bajnokság
  - 3.: 2009–10
- Magyar kupa
  - döntős: 2009